# Gran Premio Industria y Artigianato-Larciano 2016
La 48ª. edición del Gran Premio Industria y Artigianato-Larciano se disputó el domingo 6 de marzo de 2016, por un circuito por la Toscana sobre un trazado de 199,2 km con inicio y final en Larciano.
La prueba tuvo la categoría 1.1 dentro del UCI Europe Tour 2016 de los Circuitos Continentales UCI.
El ganador final fue Simon Clark. Le acompañaron en el podio Andrea Fedi y Giovanni Visconti, respectivamente, que encabezaron un terceto perseguidor que lo completaba Rigoberto Urán.

## Equipos participantes
Tomaron parte en la carrera 17 equipos. 7 de categoría UCI ProTeam; 8 de categoría Profesional Continental; y 2 selecciones nacionales (Italia y Venezuela). Formando así un pelotón de 132 ciclistas, con entre 5 (selección de Venezuela) y 8 corredores por equipo, de los que acabaron 74. Los equipos participantes fueron:
| Equipo                      | Cód. UCI | Categoría               |
| --------------------------- | -------- | ----------------------- |
| Orica GreenEDGE             | OGE      | UCI ProTeam             |
| Bora-Argon 18               | BOA      | Profesional Continental |
| Nippo-Vini Fantini          | NIP      | Profesional Continental |
| Astana Pro Team             | AST      | UCI ProTeam             |
| Lampre-Merida               | LAM      | UCI ProTeam             |
| IAM Cycling                 | IAM      | UCI ProTeam             |
| Bardiani CSF                | BAR      | Profesional Continental |
| Team Katusha                | KAT      | UCI ProTeam             |
| Gazprom-RusVelo             | GAZ      | Profesional Continental |
| Team Novo Nordisk           | TNN      | Profesional Continental |
| Southeast-Venezuela         | STH      | Profesional Continental |
| Androni Giocattoli-Sidermec | AND      | Profesional Continental |
| Caja Rural-Seguros RGA      | CJR      | Profesional Continental |
| Movistar Team               | MOV      | UCI ProTeam             |
| Cannondale Pro Cycling Team | CPT      | UCI ProTeam             |
| Selección de Italia         |          | Selección nacional      |
| Selección de Venezuela      |          | Selección nacional      |

## Clasificación final
La clasificación final de la carrera fue:
| \| Posición \| Ciclista \| Equipo \| Tiempo \| \| -------- \| -------------------- \| --------------------------- \| --------------- \| \| 1 \| Simon Clarke \| Cannondale \| 4 h 59 min 45 s \| \| 2º \| Andrea Fedi \| Southeast-Venezuela \| a 33 s \| \| 3º \| Giovanni Visconti \| Movistar \| m.t. \| \| 4º \| Rigoberto Urán \| Cannondale \| m.t. \| \| 5º \| Francesco Gavazzi \| Androni Giocattoli-Sidermec \| a 43 s \| \| 6º \| Ramūnas Navardauskas \| Cannondale \| m.t. \| \| 7º \| Cesare Benedetti \| Bora-Argon 18 \| m.t. \| \| 8º \| Mauro Finetto \| Selección Italia \| m.t. \| \| 9º \| Sergio Pardilla \| Caja Rural-Seguros RGA \| m.t. \| \| 10º \| Simone Petilli \| Lampre-Merida \| m.t. \| |                      |                             |                 |
| Posición | Ciclista             | Equipo                      | Tiempo          |
| 1 | Simon Clarke         | Cannondale                  | 4 h 59 min 45 s |
| 2º | Andrea Fedi          | Southeast-Venezuela         | a 33 s          |
| 3º | Giovanni Visconti    | Movistar                    | m.t.            |
| 4º | Rigoberto Urán       | Cannondale                  | m.t.            |
| 5º | Francesco Gavazzi    | Androni Giocattoli-Sidermec | a 43 s          |
| 6º | Ramūnas Navardauskas | Cannondale                  | m.t.            |
| 7º | Cesare Benedetti     | Bora-Argon 18               | m.t.            |
| 8º | Mauro Finetto        | Selección Italia            | m.t.            |
| 9º | Sergio Pardilla      | Caja Rural-Seguros RGA      | m.t.            |
| 10º | Simone Petilli       | Lampre-Merida               | m.t.            |